# St. Nikolaus (Vetzan)
St. Nikolaus ist eine Filialkirche in der Fraktion Vetzan der Gemeinde Schlanders im Vinschgau in Südtirol.

## Geschichte
Ein Hochwasser des Fallerbachs am 16. Juni 1840 löste die sogenannte „Faller Lahn“ aus, die den Vorgängerbau der heutigen Kirche zerstörte, wobei auch der Seelsorger ums Leben kam. Dieser war zum Sturmläuten in die Kirche geeilt und hatte dann versucht, sich in der Sakristei in Sicherheit zu bringen. Erhalten blieb lediglich der romanische Turmunterbau.
Der anschließend errichtete Neubau folgte im klassizistischen Wiener Ingenieurstil und wurde 1845 geweiht.

## Bauwerk
Das Kirchenschiff besteht aus einem zweijochigen Langhaus mit Pilastergliederung und stark verkröpftem Gebälk, in das auch die Rundapsis einbezogen ist. Im Jahre 1895 wurde auf den Turm das heutige Dach aufgesetzt.

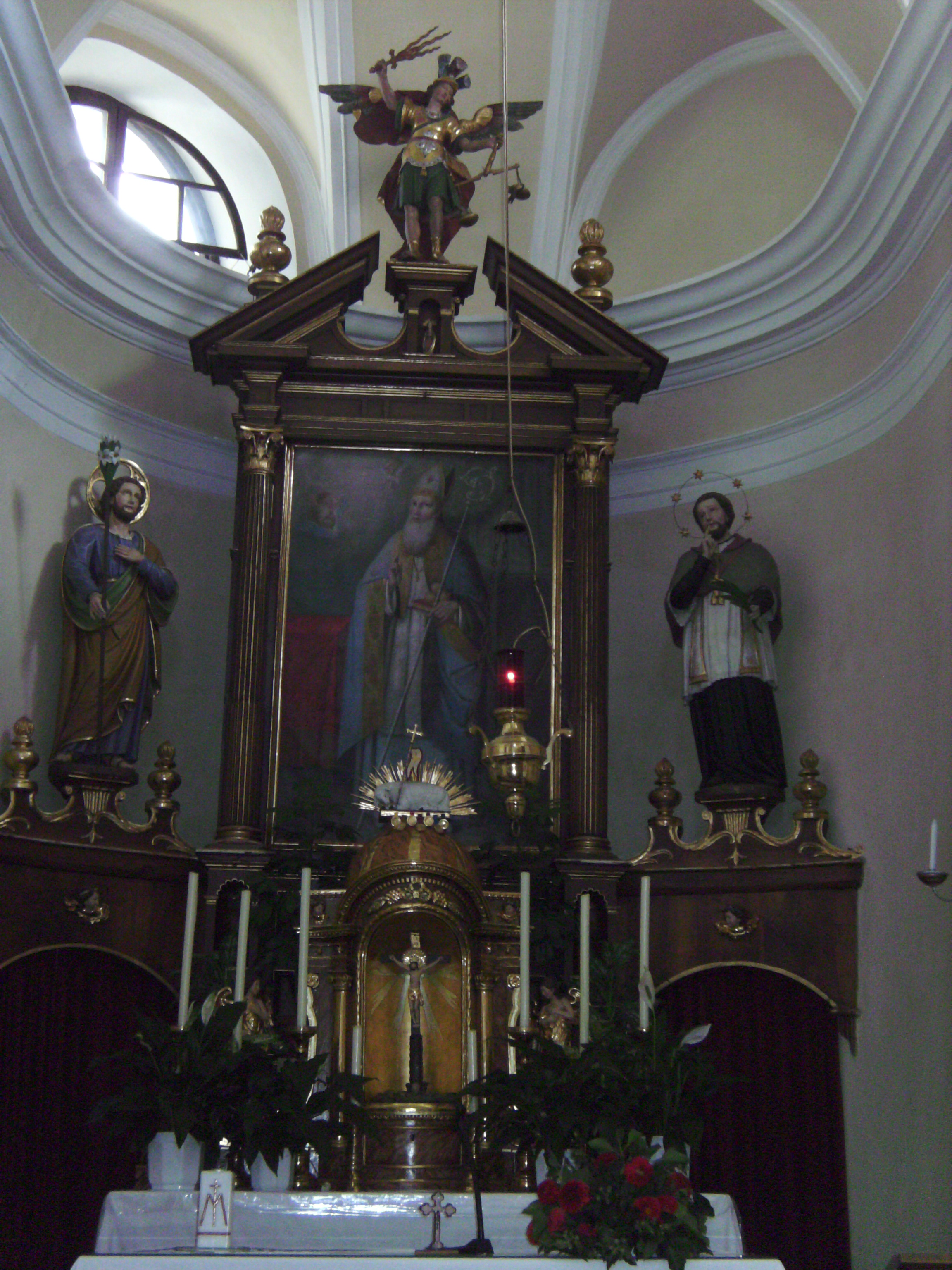
St. Nikolaus und St. Blasius

Da die liturgische Ausstattung der alten Kirche vernichtet war, musste diese in der Erbauungszeit neu angeschafft werden. Allerdings konnten auch einige ältere Skulpturen aufgestellt werden. Hier heben sich zwei Holzfiguren des Kirchenpatrons St. Nikolaus und des Bischofs Blasius hervor. Sie befinden sich im Altarraum und sind Relikte eines spätgotischen Flügelretabels vom Ende des 15. Jahrhunderts.
Im alten Teil des Friedhofs um St. Nikolaus befinden sich die ansonsten vor allem im oberen Abschnitt des Vinschgaus traditionellen Friedhofsarkaden. Sie sind über die recht massive Umfassungsmauer verteilt. Die Mauer wurde auch als Schutz gegen weitere Murenabgänge angelegt, wobei ein Bildstock des heiligen Johannes Nepomuk Hilfe gewähren soll.

## Sonstiges
Nach der Flutkatastrophe von 1840 gelobten die Vetzaner alljährlich am Tag der heiligen Margreth (dem 20. Juli) ein feierliches Hochamt und eine Prozession abzuhalten.
St. Nikolaus ist neben dem Schmalzhof und dem Runggnöf eines von drei denkmalgeschützten Bauwerken in Vetzan.